# سارة هايلاند
سارة جين هايلاند (بالإنجليزية: Sarah Hyland)‏ (من مواليد 24 نوفمبر 1990) هي ممثلة اميركية، اشتهرت بدورها بشخصية هايلي في مسلسل موردن فاميلي (بالإنجليزية: modern family) 

## حياته
ولدت هايلاند في مانهاتن في مدينة نيويورك هي ابنة الممثلين ميليسا كانادي وإدوارد هايلاند وشقيقة الممثل إيان هايلاند

## وصلات خارجية
- سارة هايلاند على موقع IMDb (الإنجليزية)
- سارة هايلاند على موقع روتن توميتوز (الإنجليزية)
- سارة هايلاند على موقع ألو سيني (الفرنسية)
- سارة هايلاند على موقع ميوزك برينز (الإنجليزية)
- سارة هايلاند على موقع تيرنر كلاسيك موفيز (الإنجليزية)
- سارة هايلاند على موقع أول موفي (الإنجليزية)
- سارة هايلاند على موقع قاعدة بيانات برودواي على الإنترنت (الإنجليزية)
- سارة هايلاند على موقع إن إن دي بي (الإنجليزية)
- سارة هايلاند على موقع قاعدة بيانات الفيلم (الإنجليزية)
- سارة هايلاند على موقع كينوبويسك (الروسية)